# أوريليو بوتا
أوريليو بوتا (مواليد 10 فبراير 1997) هو لاعب كرة قدم برتغالي يلعب في مركز الظهير الأيمن في نادي آينتراخت فرانكفورت.

## روابط خارجية
- أوريليو بوتا على موقع الاتحاد الأوربي (الإنجليزية)
- أوريليو بوتا على موقع قاعدة بيانات كرة القدم.إي يو (الإنجليزية)
- أوريليو بوتا على موقع Soccerway.com (الإنجليزية)
- أوريليو بوتا على موقع عالم كرة القدم.نت (الإنجليزية)